# Клоувер-Крік (Вашингтон)
Клоувер-Крік (англ. Clover Creek) — переписна місцевість (CDP) в США, в окрузі Пірс штату Вашингтон. Населення — 7161 особа (2020).

## Географія
Клоувер-Крік розташований за координатами 47°8′36″ пн. ш. 122°22′50″ зх. д. / 47.14333° пн. ш. 122.38056° зх. д. (47.143317, -122.380456).  За даними Бюро перепису населення США в 2010 році переписна місцевість мала площу 16,77 км², з яких 16,76 км² — суходіл та 0,01 км² — водойми.

## Демографія
Згідно з переписом 2010 року, у переписній місцевості мешкали 6522 особи в 2461 домогосподарстві у складі 1701 родини. Густота населення становила 389 осіб/км².  Було 2653 помешкання (158/км²).
Расовий склад населення:
| - 76,4 % — білих - 5,6 % — чорних або афроамериканців - 5,4 % — азіатів - 1,5 % — вихідців з тихоокеанських островів - 1,1 % — корінних американців - 2,7 % — осіб інших рас |

До двох чи більше рас належало 7,2 %. Частка іспаномовних становила 7,8 % від усіх жителів.
За віковим діапазоном населення розподілялося таким чином: 23,0 % — особи молодші 18 років, 63,6 % — особи у віці 18—64 років, 13,4 % — особи у віці 65 років та старші. Медіана віку мешканця становила 38,5 року. На 100 осіб жіночої статі у переписній місцевості припадало 97,5 чоловіків;  на 100 жінок у віці від 18 років та старших — 97,2 чоловіків також старших 18 років.
Середній дохід на одне домашнє господарство  становив 77 649 доларів США (медіана — 59 848), а середній дохід на одну сім'ю — 91 074 долари (медіана — 68 665). Медіана доходів становила 52 872 долари для чоловіків та 40 903 долари для жінок. За межею бідності перебувало 10,7 % осіб, у тому числі 12,2 % дітей у віці до 18 років та 5,2 % осіб у віці 65 років та старших.
Цивільне працевлаштоване населення становило 3009 осіб. Основні галузі зайнятості: освіта, охорона здоров'я та соціальна допомога — 19,7 %, роздрібна торгівля — 13,8 %, будівництво — 12,4 %, виробництво — 11,1 %.